# هادی حمدون
هادی حمدون (انگلیسی: Hadi Hamdoon؛ زادهٔ ۵ فوریهٔ ۱۹۹۲) بازیکن هندبال اهل قطر است.